# Yangxin
Yangxin  (en chino, 阳新; pinyin, Yángxīn) es un condado  bajo la administración directa de la Prefectura Huangshi en la Provincia de Hubei, República Popular China.  Su área es de 2777 km² y su población total para 2010 superó los 820 mil habitantes. 

## Administración
Desde junio de 2023, el Condado Yangxin  se divide en 16 pueblos que se administrados en poblados.

## Toponimia
En el año 221 AD, se fundó el Condado Yangxin, su sede administrativa se ubicó al norte de un estanque llamado Xintan (辛潭). En la cultura china el Yang se refiere al norte del agua, y dado que en la antigüedad "Xin" (辛) y "Xin" (新) eran intercambiables, se le llamó Yangxin «al norte del Xin(tai)» .